# سه‌پایی

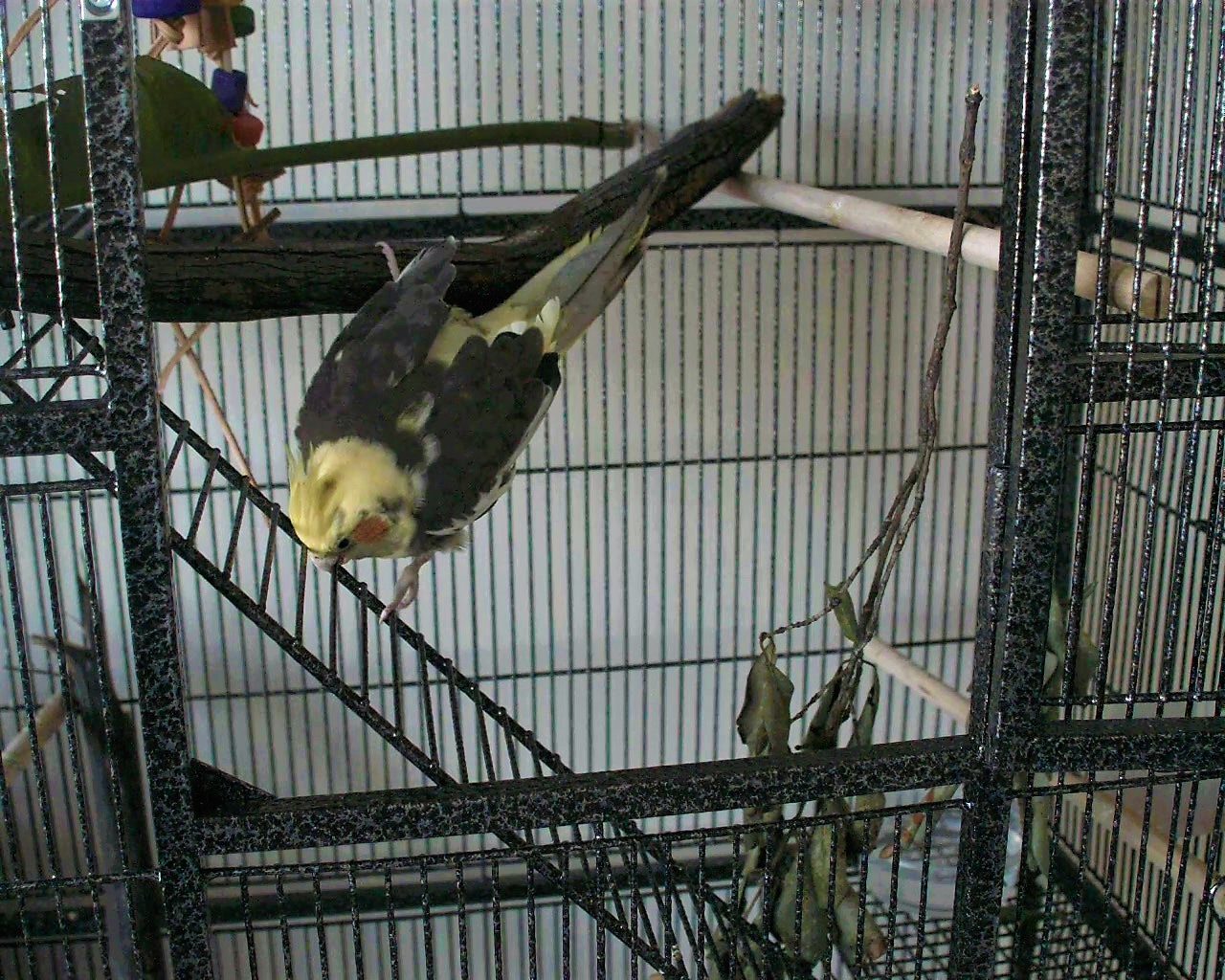
عروس هلندی نر با استفاده از منقار خود از یک کنده به نردبان بالا می‌رود. در سال ۲۰۲۲ ثابت شد که طوطی‌ها از گردن و سر خود به عنوان اندام سوم با نیروهای محرکه و مماسی برابر یا بیشتر از نیروهای ایجادشده توسط اندام‌های جلویی در پستانداران ناانسان هنگام بالا رفتن از سطوح عمودی استفاده می‌کنند.

سه‌پایی (به انگلیسی: Tripedalism) (از واژهٔ لاتین tri به معنی سه و ped به معنی پا) حرکت با استفاده از سه اندام است. گفته شده‌است که طوطی‌ها (Psittaciformes) در طول راه رفتن‌های کوهنوردی حالت سه‌پایی را نشان می‌دهند، که در مقاله‌ای در سال ۲۰۲۲ در این زمینه آزمایش و اثبات شد، و طوطی‌ها را تنها جاندارانی می‌سازد که واقعاً از شکل‌های حرکتی سه‌پایی استفاده می‌کنند. راه رفتن‌های سه‌پایی توسط K. Hunt در پستانداران نیز دیده شد. این معمولاً زمانی دیده می‌شود که جانور از یک اندام برای گرفتن یک جسم حمل‌شده استفاده می‌کند و بنابراین یک راه رفتن غیراستاندارد است. به غیر از کوهنوردی در طوطی‌ها، هیچ رفتار جانوری شناخته‌شده‌ای وجود ندارد که در آن از سه اندام مشابه به‌طور معمول برای تماس با حمایت‌های محیطی بهره‌گیری شود، اگرچه حرکت برخی از درازپایان مانند کانگوروها، که می‌تواند به‌طور متناوب بین تکیه دادن وزن خود بر روی دم عضلانی و دو بخش عقبی آنها تغییر کند. پاها و پرش روی هر سه، ممکن است نمونه‌ای از حرکت سه‌پایی در جانوران باشد. ماهی‌های سه‌پا نیز وجود دارند. چندین گونه از این ماهی‌ها بر روی دو پرتو از دو باله لگنی و یک پرتو از باله دمی خود در کف اقیانوس قرار دارند.

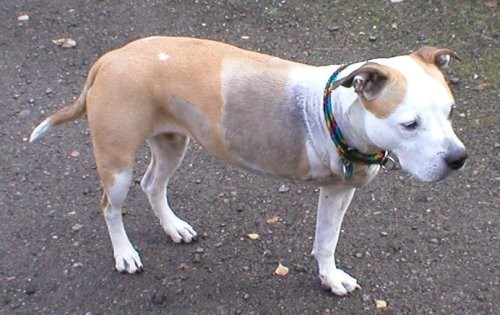
جانوران چهارپا مانند سگ گاهی دست و پا را از دست می‌دهند و به‌طور مصنوعی سه‌پایی می‌شوند.